# Aerangis fastuosa
Aerangis fastuosa är en orkidéart som först beskrevs av Heinrich Gustav Reichenbach och fick sitt nu gällande namn av Rudolf Schlechter. 
Aerangis fastuosa ingår i släktet Aerangis och familjen orkidéer. Artens utbredningsområde är Madagaskar. Inga underarter finns listade i Catalogue of Life.

## Bildgalleri

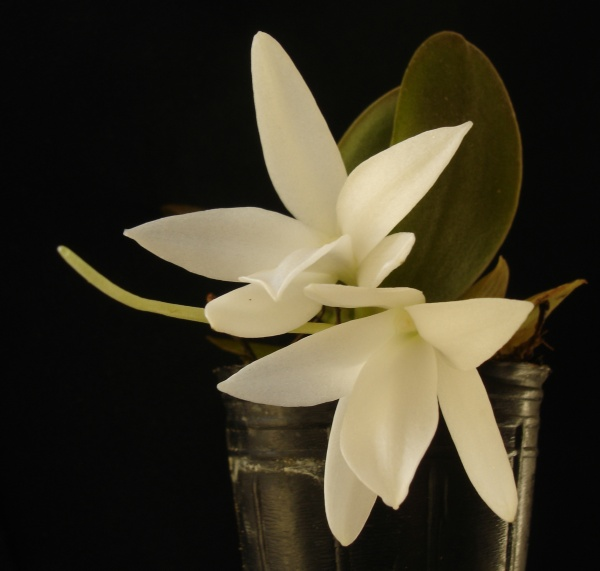
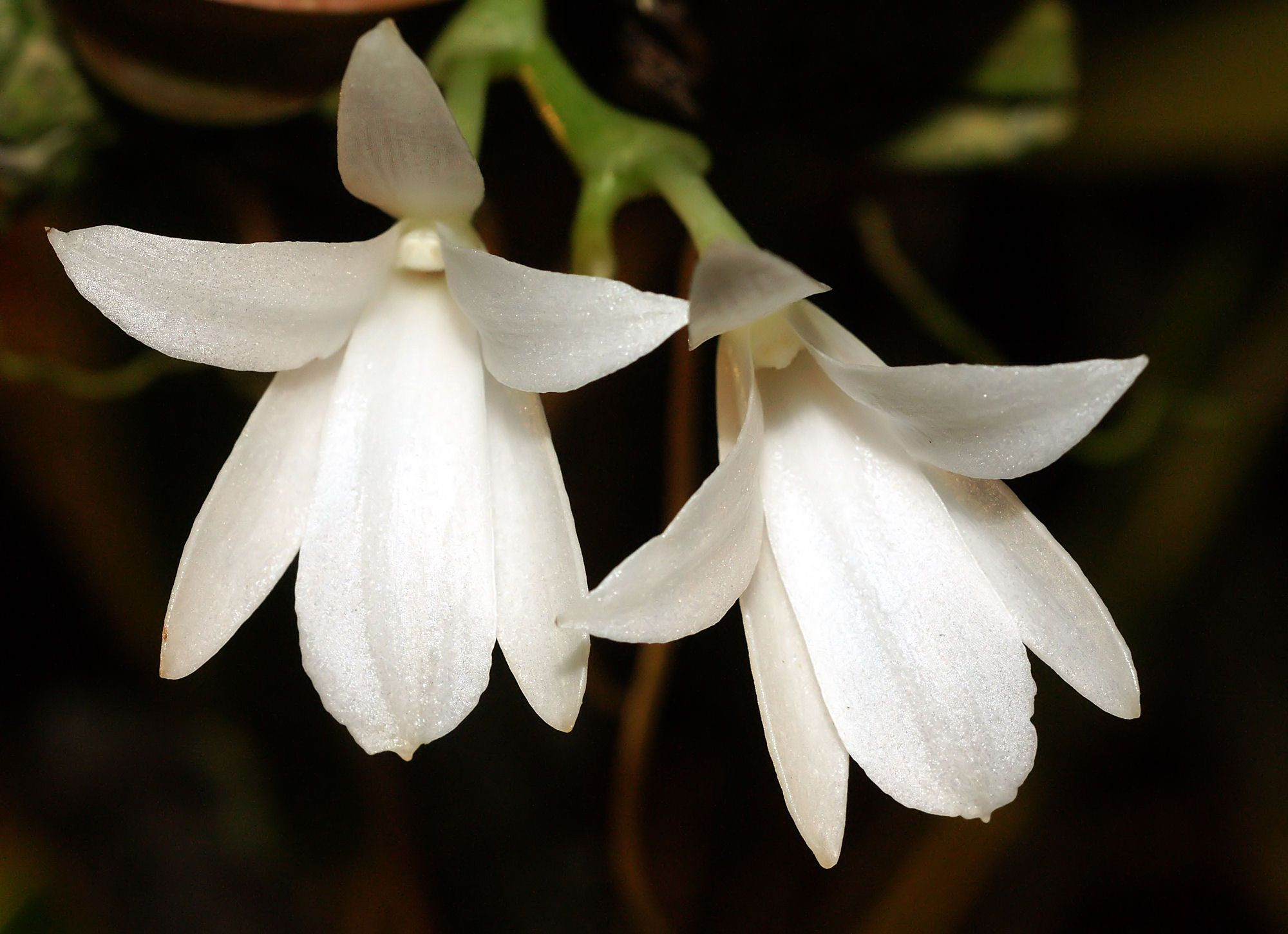
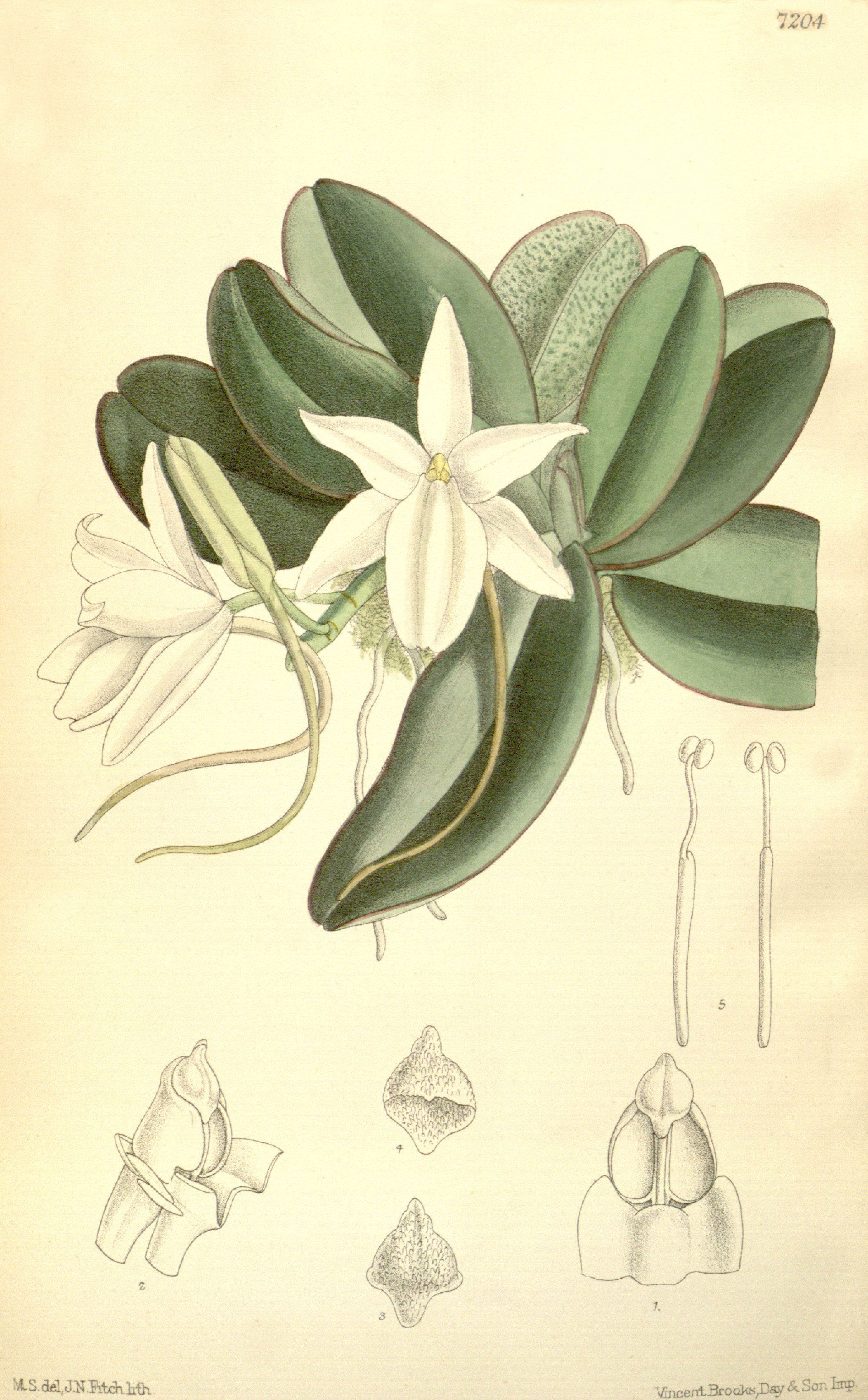